# Stan Tracey
Stanley William Tracey (Denmark Hill, Londres; 30 de diciembre de 1926-Tupelo, 6 de diciembre de 2013) fue un pianista y compositor de jazz británico influenciado por Duke Ellington y Thelonious Monk.

## Biografía
La Segunda Guerra Mundial representó para Tracey la ruptura de su educación formal, convirtiéndose a los 16 años en músico profesional como miembro de la Entertainments National Service Association tocando el acordeón en giras de conciertos. A los 19 años se unió al Gang Show de Ralph Reader mientras servía en la RAF, donde conoce al cómico Tony Hancock. 
A principios de la década de 1950 formó parte de conjuntos musicales a bordo de cruceros como el Queen Mary y el Cardonia y efectuó giras de conciertos por el Reino Unido junto a Cab Calloway. En esa época tocaba el vibráfono, instrumento que luego abandonó. Realizó conciertos junto a músicos como Tony Crombie (batería), Vic Ash (clarinete), Kenny Graham (saxofonista y arreglador) y  Dizzy Reece (trompeta).
En febrero de 1957 realiza una gira por Estados Unidos con el conjunto de Ronnie Scott, y en setiembre se une a la orquesta de Ted Heath  por dos años, época que incluyó giras con la cantante Carmen McRae como arreglador y pianista. Aunque a Tracey le disgustaba el estilo de Heath, el trabajo le permitió un ingreso económico regular. Al año siguiente grabó su primer álbum, Showcase, para el sello británico de Heath, Decca Records, y en 1959 Little Klunk.

## En Ronnie's y el discoUnder Milk Wood
Desde marzo de 1960 hasta cerca de 1967 Tracey fue el pianista del club de jazz de Ronnie Scott en el Soho de Londres, donde tuvo la oportunidad de acompañar a la mayoría de los principales solistas de Estados Unidos que visitaban el club. Algunas grabaciones de estas interpretaciones aparecieron en discos larga duración, y otras se han editado en años recientes con sello de Jazz House o Harkit, con producción del periodista Les Tomkins, sin calidad de sonido profesional. 
En este contexto se ganó varios admiradores de alto perfil como Sonny Rollins quien dijo en uno de sus conciertos: ¿Hay alguna persona aquí que sabe cuan bueno es?" Es Tracey en el piano a quien los espectadores escuchan detrás de Rollins en la banda sonora de la versión de Michael Caine para Alfie.
La experiencia de trabajar en el club de Scott arruinó sin embargo la salud de Tracey: las largas horas de actuación lo llevaron a ingerir estimulantes, y los bajos salarios hacían que debiera tomar el bus para regresar a su casa a las 3 de la mañana. 
Al mismo tiempo comenzó a trabajar en el proyecto Jazz Departures de Michael Horovitz, cuya meta era mezclar lecturas poéticas con jazz, interactuando espontáneamente con las palabras. El grupo grabó un álbum en 1964, que fue no sólo el primero de estilo clásico de Tracey, sino el primero que grabó con el saxofonista Bobby Wellins, con quien se ha asociado hasta nuestros días. Ambos contribuyeron con composiciones originales. La pieza de «Culloden Moor» de Wellins precedesora de la banda de sonido de la película Battle of Culloden de Peter Watkins es especialmente memorable. 
El álbum de 1965 titulado Jazz Suite inspired by Dylan Thomas’ «Under Milk Wood» es una de las grabaciones de jazz más celebradas en el Reino Unido. Tracy se inspiró para componer la Suite escuchando la transmisión original de la BBC de 1953 en un LP que había comprado su esposa Jackie. La pieza «Starless and Bible Black», una cita del monólogo de apertura es probablemente la mejor muestra del lirismo de Wellins y el brillo de Tracey como compositor. Tanto ha sido el aprecio por esta obra que Tracey debió grabarla en reiteradas oportunidads, algo inusual para un músico de jazz británico. A Under Milk Wood le siguió Alice in Jazzland, un álbum para big band el año siguiente. Posteriormente en la misma década Tracey hizo los arreglos para una obra de Acker Bilk, Blue Acker y su primer álbum dedicado a obras de Duke Ellington, conmemornado el 70.º aniversario del nacimiento del artista.

## Experimentación y consolidación
A principios del decenio de 1970 se inició una época sombría para Tracey. Llegó a trabajar como cartero para poder obtener los beneficios de una pensión, pero poco después su carrera comenzó  a recuperarse.  
Comenzó a trabajar con músicos de la última generación, del jazz libre o la vanguardia, incluyendo a Mike Osborne, Keith Tippett y John Surman. Continuó en este estilo con Evan Parker y el festival de Jazz de Appleby por varios años, pero siempre como un tema marginal para él, que llegó a decir «toco más jazz libre en la corriente de moda, que lo que hago de moda en el jazz libre».
A mediados de la década de 1970 fundó su propio sello, Steam, y a través de él reeditó Under Milk Wood, porque el sello principal que poseía los derechos de autor había cerrado. En la década siguiente usó la empresa para editar grabaciones de cierta cantidad de encargos de Suites, incluyendo The Salisbury Suite (1978), The Crompton Suite (1981) and The Poets Suite (1984).
Dirigió su propio octeto entre 1976 y 1985, y formó un sexteto en 1979, llamado Hexad, realizando giras hasta el Medio Oriente e India. En esa época mantuvo una larga relación artística con el saxofonista Art Themen y su propio hijo, el percusionista Clark Tracey.